# Ilian Stojanov
Ilian Stojanov (Bulgaars: Илиaн Стоянов) (Kjoestendil, 20 januari 1977) is een voormalig Bulgaars voetballer.

## Clubcarrière
Ilian Stojanov speelde tussen 1995 en 2011 voor CSKA Sofia, Velbazjd Kjoestendil, Levski Sofia, JEF United Ichihara Chiba, Sanfrecce Hiroshima en Fagiano Okayama.

## Bulgaars voetbalelftal
Ilian Stojanov debuteerde in 1998 in het Bulgaars nationaal elftal en speelde 40 interlands.